# Tahar Hammami
Tahar Hammami (arabe : الطاهر الهمّامي), né le 27 mars 1947 à El Aroussa et mort le 2 mai 2009 à Madrid (Espagne), est un poète et chercheur universitaire tunisien.

## Biographie
Titulaire d'un doctorat en lettres arabes, il a été professeur à la faculté des lettres, des arts et des humanités de l'université de La Manouba.
Il fonde dans les années 1970 un mouvement littéraire, Fi ghayr al-amoudi wal-hurr (Poésie autre que métrique et libre) avec Habib Zannad et Fadhila Chebbi. Certains de ses poèmes rappellent la poésie de Jacques Prévert. Il est notamment influencé par Abou el Kacem Chebbi dans l'utilisation d'une langue nouvelle libérée de la métrique poétique arabe et du vers libre. Son poème le plus connu est Je vois le palmier marcher (Ara Ennakhl yamchi) ; il a été composé et interprété par le chanteur engagé Mohamed Bhar.
Hammami a également été essayiste : il a publié des recueils et des articles dans la presse tunisienne et arabe. En mars 2009, il publie son dernier ouvrage où il critique le mariage qui consacre selon lui l'infériorité de la condition féminine.
Il est le frère de Hamma Hammami, communiste et opposant de Zine el-Abidine Ben Ali. Il partage certaines opinions de son frère, ce qui n'a pas manqué de lui causer des tracas.

## Œuvres
- Le blocus (الحصار), recueil de poèmes, 1972
- Le soleil s'est levé tel un pain (الشمس طلعت كالخبزة), poésie, 1973
- En quoi Abou el Kacem Chebbi est-il un innovateur (كيف نعتبر الشابي مجددا), recherche universitaire, 1976
- Du réalisme en littérature et en art (مع الواقعية في الأدب و الفن), recherche, 1984
- Un été de braises (صائفة الجمر), poésie, 1985
- Je vois le palmier marcher (أرى النخل يمشي), poésie, 1986
- Mémoire d'un peuple (ذاكرة شعب), textes, 1989
- Un homme sensé (رجل في رأسه عقل), étude sur Ibn al-Muqaffa, 1992
- L'aveugle qui voit par son esprit (الأعمى الذي أبصر بعقله), étude sur Abou al-Alaa al-Maari, 1992
- Le mouvement d'avant-garde littéraire en Tunisie. 1968-1972 (حركة الطليعة الأدبية في تونس 1968-1972), recherche, 1994
- Le porteur de feu (تأبط نارا), poésie, 1994
- Vous m'avez tué (قتلتموني), poésie, 2001
- Poésie sur la poésie (الشعر على الشعر), étude, 2003
- Calmez-vous ô plaies (أسكني يا جراح), poésie, 2004
- Un époux même si c'est un mulet (بعل ولو بغل), réflexions, 2009